# 極樂天師
《極樂天師》是日本漫畫家宗我部利典於《Comic Gum》連載的青年漫畫作品系列，依序是《極樂天師》、《極樂天師MS》、《極樂天師R》，前兩部的中文版是由尖端出版代理發售。後來改編成兩部電視動畫《極樂天師》和《極樂天師 喝!!》分別在2005年和2006年播放，中文版是由群英社代理發售。

## 劇情簡介
男主角里中逸剛是個高中一年級少年，在春季開學時於雙親的「為了獨當一面」前提下跟驅災避惡的祖母淨德還有另外6位尼姑出家的「塞圓寺」出家修行。然後在當日為了要防止在無意識下解放自己所持有之「特殊的靈力」進行嚴格的修行與驅鬼工作，然而在尼姑們針對主角每天經常發生強行的做為之下，這個「特殊的靈力」在每一天會妖魔化嗎？

## 登場角色
里中逸剛（聲優：鈴木千尋）
本作的男主角，生日在7月7日，賽圓寺的僧侶，東統泉高中1年B班學生。
為了要成為獨當一面的僧侶而在賽圓寺出家的少年，與六位尼姑們一起居住、經常會受到他們有意無意的暴力虐待。有者特殊的煩惱，平常時自身能力是看似不怎麼可靠，一旦看到年輕女性做出各種妖豔的動作與姿勢（例如走光）到極限之時會覺醒、產生出賽禪上人的特殊靈力解決一切事件，但是使出能力後的副作用是性格會變成超級大色狼，會對各種女性做出失控的變態行為、雖然喜歡巨乳但是不會對結子與陽的胸部有反應，最後大概只有在千歲與結子的拳頭伺候下性格才會恢復原樣。因此也為自己的這個副作用的關係曾想過要來訓練自己的控制力，此後在發生事件時在自己的控制下也能夠展現出對應的力量。
南部千歳（聲優：中原麻衣）
生日：11月7日，血型：A型，身高：163cm，三圍：95/58/85
賽圓寺的尼姑，東統泉高中1年B班學生。
接受人間道菩薩加持的尼姑，故事中正接受受明灌頂，在展現出菩薩的光環中成長。有著認真明快的性格（逸剛形容他為努力家），由於是第一女主角的關係所以皮膚度（暴露度）是六位女主角中最多的，課業上不擅長數理科目而且曾經有補考過化學。喜欢逸刚，经常吃一希的醋。
阿刀田結子（聲優：樋口智惠子）
生日：8月30日，血型：B型，身高：156cm，三圍：76/56/80
賽圓寺的尼姑，東統泉高中1年B班學生。
接受修羅道菩薩加持的尼姑，故事中已經在傳法灌頂的階段。運動神經發達，經常擔任體育系科目以及各種運動社團（以男生為主）來幫忙的打手，然而在學業成績上是經常跟逸剛爭奪最後一名的情形。有著中性的外表與天然呆的性格，一旦穿上沒有領子的洋裝很意外的會讓外人當作是少女，很在意自己的胸部大小。
生稲雛美（聲優：川上倫子）
生日：5月12日，血型：O型，身高：161cm，三圍：88/61/87
賽圓寺的尼姑，東統泉高中1年B班學生。
接受畜生道菩薩加持的尼姑，故事中已經在傳法灌頂的階段。為六位尼姑當中經常會添麻煩的。外表是經常穿著家政科圍裙走動且有著當代日本媽媽氣息的女孩子（結子談），有著喜歡惡作劇且控制不住的性格然後多數都有讓結子經常演出走光的戲份與描寫。擅長料理所以在學校的家庭料理社（漫畫有追加誦經研究會）所屬，有著因為眉毛太粗而經常被人欺負的狀況。
為我井陽（聲優：新谷良子）
生日：12月31日，血型：B型，身高：152cm，三圍：74/55/78
賽圓寺的尼姑，東統泉國中3年D班學生。
接受地獄道菩薩加持的尼姑，樱的妹妹。故事中雖然在受明灌頂的階段不過有傳法灌頂階段的隱藏實力。無口屬性和面無表情為本人特色，有著一說話就會有強烈破壞力的特性。自身有著無法抑制、會讓附身在她身上的鬼魂產生狂暴屬性的特殊靈力（漫畫版是因為被銀行搶匪給襲擊；動畫版是被考古現場的惡靈給襲擊）為了克服該力量與逸剛一起進入壇陀窟（壇陀窟（だんだくつ））內，在逸剛的幫助下勉強的進行灌頂修行。肩膀上有一隻頭很小的小鬼，漫畫原作中跟人一樣大小，動畫版為剛開始的時候很小。
為我井櫻（聲優：寺田はるひ）
生日：10月2日，血型：A型，身高：168cm，三圍：82/57/84
賽圓寺的尼姑，東統泉高中2年C班學生。
接受餓鬼道菩薩加持的尼姑。阳的姐姐。故事中已經在結緣灌頂的階段。對於自己有著嚴格且強烈的責任感，在六位尼姑中具有領導人風格，與住持淨德有著很強的信賴關係。與姓氏相同的陽互為陽的母親方面的遠房親戚，同時對於搬家到櫻的住處的陽互為姐妹關係，因為受到身上的守護菩薩的影響所以有著貪吃的性格，曾經有輕鬆吃下一公斤重的土司麵包記錄。也由於非常能幹和人緣深厚的關係所以擔任校內的學生會長。知道一些電腦相關的技術，在動畫版擁有自己架設的網站『櫻博士的煩惱聊天室，朝向淨土GO!』（Dr.さくらのお悩み相談室 浄土へGO!），喜歡樂於聽來訪的廢人們的心聲。
天川春佳（聲優：渡邊明乃）
生日：4月12日，血型：O型，身高：172cm，三圍：101/58/90
賽圓寺的尼姑，東統泉高中2年C班學生。有一個姊姊天川京（CV：三石琴乃）。
接受天道菩薩加持的尼姑。從一開始的剛出生就是傳法灌頂階段，本人曾表示過「打從我出生的時候就感覺到菩薩的加持」。六位尼姑當中第一位對於祈禱法術最上手的，好奇心旺盛、興趣是睡午覺，校內的合氣道柔道社所屬，在六人當中實力最強，漫畫原作中成績是六人當中最好。
河原淨德（聲優：杉山佳壽子）
賽圓寺的住持，兼任東統泉高中副校長。
逸剛的祖母。身為賽洞宗五聽眾當中重要宣傳位置的高僧，年輕時外表為絕世美女，現在則是以多數的老僧或者是老年幽靈們視為偶像明星一般的存在，雖然本身是高僧但卻是老菸槍。
上野一希（聲優：真田アサミ）
生日：5月30日，血型：AB型，身高：161cm，三圍：85/56/83
登場於漫畫版和動畫版第2部，孝招寺的尼姑，東統泉高中1年C班學生。
目前是實習生尼姑，逸剛對於他身材與乳量的評價為「適乳」，喜欢逸刚。曾幫忙把同屬於碩清流的逸剛身上持有的賽禪上人的特殊靈力給導入如同陰靈一般的靈力，然後跟同屬於碩清流的右京、左近兩人一起行動共組成好色恐怖分子。漫畫版經常跟千歲親吻，成績似乎很優秀，從高一到高二的化學題目都能輕鬆答題。由於故事後期跟逸剛和千歲等人的關係分裂，所以離開碩清流，回到原來的派系內。
五條摘希
僅在漫畫版第3部登場，孝招寺的尼姑。
由於在曹洞宗所屬的尼姑學校上學的關係所以有強烈的男性恐懼症。雖然可以應付生活上的一切事情但是除此之外的全都不擅長，也對逸剛有好感。

## 出版書籍
| 卷數       | 角川書店       | 角川書店               | 尖端出版       | 尖端出版          |          |
| 卷數       | 發售日期       | !ISBN                  | 發售日期       | EAN               |          |
| 極樂天師   | 極樂天師       | 極樂天師               | 極樂天師       | 極樂天師          | 極樂天師 |
| ---------- | -------------- | ---------------------- | -------------- | ----------------- | -------- |
| 1          | 2004年3月25日  | ISBN 4-8470-3467-8     | 2005年1月7日   | EAN 4710614373693 |          |
| 2          | 2004年9月25日  | ISBN 4-8470-3481-3     | 2005年2月2日   | EAN 4710614374409 |          |
| 3          | 2005年3月25日  | ISBN 4-8470-3496-1     | 2005年8月3日   | EAN 4710614378209 |          |
| 4          | 2005年7月25日  | ISBN 4-8470-3510-0     | 2005年12月9日  | EAN 4717702200237 |          |
| 5          | 2006年1月25日  | ISBN 4-8470-3536-4     | 2006年6月20日  | EAN 4717702203344 |          |
| 6          | 2006年7月25日  | ISBN 4-8470-3558-5     | 2007年1月4日   | EAN 4717702208370 |          |
| 7          | 2007年2月24日  | ISBN 978-4-8470-3591-3 | 2009年2月23日  | EAN 4717702218669 |          |
| 極樂天師MS |                |                        |                |                   |          |
| 1          | 2007年7月25日  | ISBN 978-4-8470-3605-7 | 2009年2月24日  | EAN 4717702218676 |          |
| 2          | 2008年1月25日  | ISBN 978-4-8470-3626-2 | 2009年4月2日   | EAN 4717702218683 |          |
| 3          | 2008年5月24日  | ISBN 978-4-8470-3637-8 | 2009年9月10日  | EAN 4717702220808 |          |
| 4          | 2008年10月25日 | ISBN 978-4-8470-3660-6 | 2009年10月15日 | EAN 4717702226879 |          |
| 5          | 2009年3月25日  | ISBN 978-4-8470-3679-8 | 2010年3月19日  | EAN 4717702226886 |          |
| 6          | 2009年8月25日  | ISBN 978-4-8470-3693-4 | 2010年8月18日  | EAN 4717702229993 |          |
| 極樂天師R  |                |                        |                |                   |          |
| 全         | 2016年2月25日  | ISBN 978-4-8470-3973-7 | 不適用         | 不適用            |          |

## 電視動畫

### 製作團隊
- 監督：元永慶太郎[5]
- 系列構成：上江洲誠
- 角色設計：堀井久美
- 道具設計：印玄、森下昇吾
- 美術監督：長谷川弘行
- 色彩設定：松本真司
- 撮影監督：近藤慎与
- 編輯：松村正宏
- 音響監督：蝦名恭範
- 音樂：岩崎文紀
- 製作人：濱田啓路、藤原麻千子
- 動畫製作人：飯嶋浩次
- 動畫制作：STUDIO DEEN
- 製作：AT-X、VAP、WANI BOOKS

### 主題曲
極樂天師
- 片頭曲「あふれてゆくのはこの気持ち」

作詞、作曲：山田稔明，編曲：山田稔明、上野洋，歌：あまえ隊っ!!（中原麻衣、樋口智恵子、川上とも子、寺田はるひ、新谷良子、渡邊明乃）
- 片尾曲「Happy days」

作詞、作曲：山田稔明，編曲：山田稔明、上野洋，歌：千歳（中原麻衣）
極樂天師 喝!!
- 片頭曲「あまえないでよっ!!」

作詞、作曲：山田稔明，編曲：山田稔明、上野洋，歌：あまえ隊っ!!（中原麻衣、樋口智恵子、川上とも子、寺田はるひ、新谷良子、渡邊明乃、真田アサミ）
- 片尾曲「Lonesome Traveler」

作詞、作曲：山田稔明，編曲：山田稔明、上野洋，歌：千歳（中原麻衣）

### 集數列表
| 話數          | 日文標題 | 中文標題             | 劇本              | 分鏡                    | 演出       | 作畫監督                 |
| 極樂天師      | 極樂天師 | 極樂天師             | 極樂天師          | 極樂天師                | 極樂天師   | 極樂天師                 |
| ------------- | -------- | -------------------- | ----------------- | ----------------------- | ---------- | ------------------------ |
| 1             |          | 別想來喔!!           | 上江洲誠          | 元永慶太郎              | 元永慶太郎 | 堀井久美                 |
| 2             |          | 不要去夜遊喔!!       | 上江洲誠          | 吉田俊司                | 吉田俊司   | 波風立流                 |
| 3             |          | 別偷看喔!!           | 木村暢            | 小寺勝之                | 則座誠     | 山本佐和子               |
| 4             |          | 別害怕喔!!           | 根元歳三          | 元永慶太郎              | 秋田谷典昭 | 鷲北恭太                 |
| 5             |          | 別扭扭捏捏喔!!       | 上江洲誠          | 又野弘道                | 又野弘道   | 井上善勝                 |
| 6             |          | 不要變身喔!!         | 根元歳三          | 吉田俊司                | 吉田俊司   | 森本浩文                 |
| 7             |          | 不要去找喔!!         | 木村暢            | 小寺勝之                | 岡本英樹   | 青山まさのり 森本浩文    |
| 8             |          | 別告白喔!!           | 高田直樹 上江洲誠 | 小寺勝之                | 則座誠     | 山本佐和子               |
| 9             |          | 別唱歌喔!!           | 上江洲誠          | 秋田谷典昭              | 秋田谷典昭 | 堀井久美 服部憲知 笠原彰 |
| 10            |          | 不要弄濕了喔!!       | 根元歳三          | 吉田俊司                | 吉田俊司   | 森本浩文                 |
| 11            |          | 別焦頭爛耳喔!!       | 木村暢            | 又野弘道                | 又野弘道   | 小山知洋                 |
| 12            |          | 別想覺醒喔!!         | 上江洲誠          | 元永慶太郎              | 元永慶太郎 | 堀井久美 森本浩文        |
| 特別篇        |          | 沒有休息喔!!         | 上江洲誠          | そえたかずひろ 小寺勝之 | 西村大樹   | 工藤柾輝 梶浦紳一郎      |
| 極樂天師 喝!! |          |                      |                   |                         |            |                          |
| 1             |          | 不要邀請喔!!         | 上江洲誠          | 元永慶太郎              | 秋田谷典昭 | 堀井久美                 |
| 2             |          | 沒有扇子喔!!         | 上江洲誠          | 小寺勝之                | 吉田俊司   | 山本佐和子               |
| 3             |          | 不要復活（回歸）喔!! | 木村暢            | 則座誠                  | 則座誠     | 森本浩文                 |
| 4             |          | 別去衝浪喔!!         | 根元歳三          | 又野弘道                | 又野弘道   | 井上善勝                 |
| 5             |          | 別墮落喔!!           | 上江洲誠          | 小寺勝之                | 則座誠     | 青山まさのり             |
| 6             |          | 不要迷失喔!!         | 上江洲誠          | 小寺勝之                | 石倉賢一   | 平山円                   |
| 7             |          | 別反抗喔!!           | 木村暢            | 吉田俊司                | 吉田俊司   | 森本浩文                 |
| 8             |          | 受不了了喔!!         | 根元歳三          | 小寺勝之                | 元永慶太郎 | 山本佐和子               |
| 9             |          | 不要哭喔!!           | 根元歳三          | 又野弘道                | 又野弘道   | 小山知洋                 |
| 10            |          | 別欺負人喔!!         | 木村暢            | 森下昇吾                | 吉田俊司   | 土橋昭人                 |
| 11            |          | 不要撒嬌喔!!         | 上江洲誠          | 小寺勝之                | 石倉賢一   | 森本浩文                 |
| 12            |          | 永不結束喔!!         | 上江洲誠          | 元永慶太郎              | 元永慶太郎 | 堀井久美 平山円          |
| 特別篇        |          | 別被騙了喔!!         | 根元歳三          | 元永慶太郎              | 則座誠     | 森本浩文 山本佐和子      |

### 播放電視台
| 播放地區       | 播放電視台   | 播放日期                | 播放時間             | 放送系列   | 備註        |
| 極樂天師!!     | 極樂天師!!   | 極樂天師!!              | 極樂天師!!           | 極樂天師!! | 極樂天師!!  |
| -------------- | ------------ | ----------------------- | -------------------- | ---------- | ----------- |
| 日本全域       | AT-X         | 2005年7月1日 - 9月16日  | 星期五 10:00 - 10:30 | CS放送     | 含重播      |
| 和歌山縣       | 和歌山電視台 | 2005年7月2日 - 9月17日  | 星期六 24:25 - 24:55 | 獨立UHF局  |             |
| 岐阜縣         | 岐阜放送     | 2005年7月5日 - 9月20日  | 星期二 25:40 - 26:10 | 獨立UHF局  |             |
| 埼玉縣         | 埼玉電視台   | 2005年7月6日 - 9月21日  | 星期三 25:30 - 26:00 | 獨立UHF局  |             |
| 奈良縣         | 奈良電視台   | 2005年7月6日 - 9月21日  | 星期三 25:40 - 26:10 | 獨立UHF局  |             |
| 千葉縣         | 千葉電視台   | 2005年7月6日 - 9月21日  | 星期三 26:05 - 26:35 | 獨立UHF局  |             |
| 滋賀縣         | 琵琶湖放送   | 2005年7月7日 - 9月22日  | 星期四 25:15 - 25:45 | 獨立UHF局  |             |
| 東京都         | TOKYO MX     | 2007年1月12日 - 3月30日 | 星期五 23:30 - 24:00 | 獨立UHF局  |             |
| 極樂天師!!喝!! |              |                         |                      |            |             |
| 日本全域       | AT-X         | 2006年1月4日 - 3月22日  | 星期三 11:00 - 11:30 | CS放送     | 含重播      |
| 埼玉縣         | 埼玉電視台   | 2006年1月7日 - 3月25日  | 星期六 23:45 - 24:15 | 独立UHF局  |             |
| 和歌山縣       | 和歌山電視台 | 2006年1月7日 - 3月25日  | 星期六 24:25 - 24:55 | 独立UHF局  |             |
| 千葉縣         | 千葉電視台   | 2006年1月7日 - 3月25日  | 星期六 26:05 - 26:35 | 独立UHF局  |             |
| 岐阜縣         | 岐阜放送     | 2006年1月10日 - 3月28日 | 星期二 25:40 - 26:10 | 独立UHF局  |             |
| 奈良縣         | 奈良電視台   | 2006年1月11日 - 3月29日 | 星期三 25:40 - 26:10 | 独立UHF局  |             |
| 三重縣         | 三重電視台   | 2006年1月11日 - 3月29日 | 星期三 26:55 - 27:25 | 独立UHF局  | 第1季未播放 |
| 滋賀縣         | 琵琶湖放送   | 2006年1月12日 - 3月30日 | 星期四 25:20 - 25:50 | 独立UHF局  |             |
| 東京都         | TOKYO MX     | 2007年4月6日 - 6月22日  | 星期五 23:30 - 24:00 | 独立UHF局  |             |

## 廣播劇
あまえないでよっ!!ラジオ
- 配信期間：2005年4月〜11月
- 主持人
  - 第1回：中原麻衣
  - 第2回：中原麻衣、鈴木千尋
  - 第3回：鈴木千尋、川上とも子
  - 第4回：川上とも子、樋口智恵子
  - 第5回：樋口智恵子、渡辺明乃
  - 第6回：渡辺明乃、寺田はるひ
  - 第7回：寺田はるひ、新谷良子
  - 第8回：新谷良子

あまえないでよっ!! 陽のえんま帳 with 小鬼
- 配信期間：2005年11月〜2006年1月
- 主持人：新谷良子
- 貴賓
  - 第1回：寺田はるひ
  - 第2回：渡辺明乃
  - 第3回：樋口智恵子
  - 第4回：川上とも子
  - 第5回：中原麻衣
  - 第6回：真田アサミ

一希のあまえていいよっ!!
- 配信期間：2006年2月〜4月
- 主持人：真田アサミ
- 貴賓
  - 第1回：寺田はるひ
  - 第2回：川上とも子
  - 第3回：新谷良子
  - 特別編：寺田はるひ、川上とも子、宗我部としのり
  - 第4回：樋口智恵子
  - 第5回：渡辺明乃
  - 第6回：中原麻衣

さくらのお悩み相談室
- 配信期間：2006年4月〜6月
- 主持人：寺田はるひ
- 貴賓
  - 第1回：新谷良子
  - 第2回：樋口智恵子
  - 第3回：真田アサミ
  - 第4回：渡辺明乃
  - 第5回：川上とも子
  - 第6回：中原麻衣

## 外部連結
- 極樂天師RComic Gum（日語）
- 極樂天師 （页面存档备份，存于）TOKYO MX（日語）
- 極樂天師 喝!! （页面存档备份，存于）TOKYO MX（日語）
- 極樂天師 喝!! （页面存档备份，存于）VAP（日語）